# Francisco Pérez Gaya
Francisco Pérez Gaya (San Martín de Maldá, 1766 - Ávila, 7 de febrero de 1850) fue un organista, compositor y maestro de capilla español.

## Vida
El Historical Dictionary of Music of the Classical Period da como probable que Pérez Gaya se formase en Barcelona. Fue organista en San Juan de la Peña, en el Pirineo aragonés, y tenía una hermosa voz de contralto.
Se tienen noticias que opositó a las capillas de Tarragona, Valladolid, monasterio de las Huelgas de Burgos y Descalzas Reales de Madrid, sin éxito.

### Magisterio en Albarracín
El 1 de febrero de 1793 se nombra por última vez a Vicente Martínez como maestro de capilla, cargo que quedó vacante. Ese mismo día se presentó al cabildo un memorial:

[...] por mosén Francisco Vidal beneficiado de esta Iglesia a nombre de Dn. Francisco Pérez Gaya por el que hizo presente el Cabildo que el expresado Dn. Francisco Pérez es compositor de música de profesión y como tal ha hecho oposiciones a los magisterios de Capilla de Tarragona, Valladolid, Monasterio de las Huelgas de Burgos, habiendo merecido en todas estas ocasiones la aprobación, siendo no menor consideración su habilidad en el órgano, lo que acreditó en la oposición hecha en Tarragona para el beneficio de la villa de Montblanch, añadiéndose a todo esto el que el mismo tiene voz de contralto, y con esta calidad se halla admitido en la Capilla del Real Monasterio de Señoras de la Encarnación de Madrid, cuyas circunstancias lo hacían recomendable para que V.S.I. lo tuviese presente en la provisión del beneficio de Maestro de Capilla, vacante en esta Sta. Iglesia y en la inteligencia de que si fuese del agrado del Cabildo hará constar su habilidad por medio de sus obras que enviará o que presentándose para que en vista de su suficiencia se digne hacerle el correspondiente nombramiento, por lo cual a V.I. en su nombre decididamente suplicaba tuviese a bien el hacerle esta gracia [...]
Actas capitulares de la Catedral de Albarracín, 1 de febrero de 1793

El 3 de abril de 1793 el magisterio lobetano seguía vacante: «[el] Marqués de Barodés compatrono del beneficio de Maestro de Capilla, haciéndole presente de la mucha falta que este oficio hace en la iglesia y que se va pasando el tiempo prefijado por el derecho, para que con la mayor brevedad envíe poder o resuelva lo que mejor le parezca para su provisión. Habiéndose leído una carta respuesta de Su Ilma. a la que se le escribió por parte del Cabildo sobre lo ocurrido acerca del beneficio de bajonistas [...]». Una vez realizadas las oposiciones a bajonista, el 7 de mayo de 1793 se da el cargo de maestro a erez Gaya.

Voto por el Cabildo no hubo votos conformes a D. Joaquín Carpinter por el oficio de bajón señalándole frutos por servicios hasta que solicite la tonsura para poder tomar la posesión junta mente con el S. D. Manuel Ciprián, apoderado del S. Conde de Parsent a D. Francisco Pérez Gaya para el oficio de Maestro de Capilla
Actas capitulares de la Catedral de Albarracín, 7 de mayo de 1793

Tanto el bajonista Carpinter como el maestro Pérez Gaya fueron admitidos a condición de tomar las órdenes. Fue ordenado presbítero en Albarracín, poco antes de partir para Ávila.
Su sucesor no fue Gerónimo Quilón, ni Pérez Gaya se trasladó a Granada, como afirma Saldoni. Al enterarse de la vacante en Albarracín, Francisco Xavier García recomendó a su alumno Vicente Palacios para el cargo. Palacios fue nombrado maesstro de capilla de Albarracín en 1794.

### Magisterio en Ávila
En 1793 el obispo de Albarracín escribió al cabildo de Ávila recomendando a Pérez Gaya para la vacante de maestro de capilla,

[...] diciendo que el expresado Francisco es de moralidades irreprensibles, las que movieron a S.I. a conferirle las órdenes menores y subdiaconado con dispensa de intersticios y ejercicios espirituales, que le conmutó en la residencia de su coro, a que es exactísimo, haciendo ánimo de ordenarle en esta cuaresma de diácono y presbítero; que igualmente está satisfecho de su habilidad en la plaza del magisterio de Capilla que ejerce.

Por lo que parece que en marzo de 1793 Pérez Gaya dejó el cargo de Albarracín, para hacer las oposiciones en Ávila. Ganó las oposiciones frente a José Cortasa y Manuel Ibeas, «[...] advirtiendo que dicho Gaya excede a todos en el gusto moderno, delicado instrumental, brillante y coreado.» Tras ordenarse, debió partir hacia Ávila a mediados de abril de 1794.
En 1819 aparece en la lista de Madrid de los donantes «para socorrer los pueblos epidemiados» con 30 reales mensuales, junto con su sobrina, Segunda Hernández, niña de cinco años, que dona otros 20. Fue nombrado vocal ecelesiástico en Cortes por la provincia de Ávila durante el Trienio Liberal.
Falleció en Ávila el 7 de febrero de 1850, tal como revelan las actas capitulares de Tarragona, con ochenta y tres años y medio, lo que permite calcular su nacimiento hacia 1766.

## Obra
También se conservan obras de Pérez Gaya en la Catedral de Coria y en la Biblioteca Nacional. En la Catedral de Albarracín, a pesar de su corta estancia de diez meses, dejó nada menos que catorce obras, entre ellas, los responsorios de Navidad y dos Misas.